# بلاژیو ۷۹۲۷۱
سیارک ۷۹۲۷۱ (به انگلیسی: 79271 Bellagio، نامگذاری:1995SJ5) هفتاد و نه هزار و دویست و هفتاد و یکمین سیارک کشف شده‌است که در ۲۸ سپتامبر ۱۹۹۵ کشف شد.